# Georg Gläser (Lehrer)
Georg Gläser (auch: Georg Christian Wilhelm Gläser; * 21. Juli 1773 in Laatzen; † 8. Oktober 1840 in Hannover) war ein deutscher Schriftsteller, Lehrer und Schulrektor sowie Freimaurer. Gemäß einer weiteren Quelle soll er auch evangelischer Geistlicher gewesen sein.

## Leben
Georg Christian Wilhelm Gläser zur Zeit des Kurfürstentums Hannover im Jahr 1773 in Laatzen vor Hannover als Sohn „eines biedern Hannoverschen Unteroffiziers“ geboren. Da die finanziellen Mittel des Vaters kaum für den Besuch einer Schule ausreichten, unterrichtete er zunächst selbst seinen Sohn im eigenen Haushalt. Obwohl dem Militär zugetan, brachte Gläsers Vater den Sohn dennoch mit der „schönen Literatur“ in Berührung, der anschließend am Königlichen Schullehrer-Seminar zu Hannover den Grundschuldienst erlernte.
Nach seinem Studium arbeitete Gläser zunächst an verschiedenen kleinen Schulen; auch Burgdorf zählte zu seinen Wirkungsstätten.
Nachdem im Jahr 1802 die Höhere Stadt-Töchterschule in Hannover an der Köbelingerstraße Ecke Bullenstraße südöstlich der späteren Markthalle gegründet worden war, konnte Gläser dorthin wechseln und dort jahrzehntelang bis an sein Lebensende als Lehrer und Schulleiter wirken. Seine pädagogischen Fähigkeiten brachten etliche seiner frühen Schülerinnen dazu, später ihre eigenen Töchter in die von Gläser geleitete Bildungseinrichtung für Frauen zu entsenden.
Am 2. Juni 1832 wurde Gläser in die nach dem Schwarzen Bär benannte Loge Zum Schwarzen Bär aufgenommen, in der er zahlreiche Reden hielt beispielsweise zu Ehren des verstorbenen Meisters vom Stuhl Wilhelm Blumenhagen. Gläser wurde 1832 selbst zum Logenmeister gewählt.
Als nach dem Ende der Personalunion zwischen Großbritannien und Hannover am 28. Juni 1837 König Ernst August in die Residenzstadt des Königreichs Hannover Einzug hielt und auch seine Gemahlin Königin Friederike die Ehrenpforte zu ihrem Empfang durchfuhr, sammelte Georg Gläser die „auf Höchstihrer Reise in die Residenz“ entgegengenommenen Gedichte  und Reden und fasste diese noch im selben Jahr zu einem Immortellenkranz zusammen.
Nach mehreren frühen Schriften erschien auch noch nach Gläsers Tod das von ihm verfasste Schulbuch Leseschule von den Buchstaben an ... zahlreichen Auflagen in der Hahn'schen Hofbuchhandlung.

## Schriften (Auswahl)
- Friedrich Brandis (Hrsg.), G. C. W. Gläser: Maurerische Reden und Gedichte von G. C. W. Gläser, weil. Redner der Loge zu Schwarzen Bär. Manuskript für Brüder Freimaurer, Hannover: bei Friedrich Voigts, 1841; Digitalisat über Google-Bücher
- G. C. W. Gläser: Uebungen in der Kunst gut zu lesen. Ein Lesebuch für Toechterschulen und zwar für eine solche Classe, worin die Schülerinnen schon fertig lesen, auch zum Privatunterricht. 2 Sammlungen [in einem Buch = komplett]. Hannover: Gebrüder Hahn. 2. verbesserte und mit einem Anhange vermehrte Auflage, 1813
  - [Angebunden:] Zweite Sammlung für Schülerinnen in den ersten Jahren des Jugendalters, 1809.
- G. C. W. Gläser: Naturhistorisches Bilderbuch. Ein Geschenk für die Jugend, zur angenehmen und nützlichen Unterhaltung, mit 80 (color.) Abbildungen auf 20 Kupfertafeln ..., 100 Seiten, Hannover, Hahnsche Hofbuchhandlung, 1820
- G. C. W. Gläser: Aeschylearum Quaestionum Spec. I. Auctore C. G. Haupt. 1826. In: Kritische Bibliothek für das Schul und Unterrichtswesen, Neue Folge, 3. Jhrg., Bd. 2, 3 Folgen 117, 118 und Nr. 119 vom September 1830
- G. C. W. Gläser: Immortellenkranz, gewunden aus den von Ihrer Majestät der Königin Friederike von Hannover auf Höchstihrer Reise in die Residenz entgegengenommenen Gedichten und einigen bei dieser Gelegenheit an die Höchstdieselbe gerichteten Reden, nebst einer Abbildung der zum feierlichen Empfange der Monarchinn in der Residenz errichteten Ehrenpforte, 31 und eine Lithografie, Hannover: Druck der Hahnschen Hofbuchhandlung, 1837
- G. C. W. Gläser: Leseschule von den Buchstaben an, in einer methodischen Stufenfolge. In 1 Bde, 8. Auflage, Hannover: Hahn'sche Hofbuchhandlung, 1845–1848